# عمار تقي
عمار تقي (22 أغسطس 1976 -) هو إعلامي كويتي ومهندس وكاتب عُرف بتقديم البرامج الحوارية التلفزيونية واشتهر ببرنامجه الحواري (الصندوق الأسود).

## مسيرته
ولد عمار تقي في الكويت عام 1976، ودرس جميع مراحله الدراسيه فيها، حتى نال على بعثة دراسية إلى الولايات المتحدة الامريكية ليتخصص في مجال الهندسة الكهربائية وتخرج منها مُهندسًا. وبدأ بعدها العمل الوظيفي في مجال القطاع النفطي وأيضًا الإعلامي بتقديمه برنامجين في إذاعة دولة الكويت، بعدها بدأ بكتابة زاوية أسبوعية في جريدة الراي الكويتية لمدة 6 سنوات، وفي عام 2008 التحق بـ(قناة الكوت الفضائية) وقدم فيها عدة برامج سياسية حوارية منها (همزة وصل) و(برنامج بين السطور) وبرنامج (المنصة)، وانتقل بعدها لـتلفزيون المجلس التابع لمجلس الأمة الكويتي، وقدم فيها برنامج (نقطة نظام)، إلا أنه قدم استقالته من قناة المجلس إثر خلاف مع إدارة القناة ليعود بعدها إلى (قناة الكوت الفضائية) وقدم برنامج (تحت المجهر)، وبعد إغلاق قناة الكوت الفضائية عام 2017، دشن قناته الإلكترونية الخاصة على موقع يوتيوب وأطلق عليها قناة المحور الإلكترونية (الرابط هنا)، وفي يناير 2019 انتقل إلى صحيفة القبس الكويتية التي كانت قد دشنت قناتها الإلكترونية، وأشتهر من خلال تقديمه لبرنامج الصندوق الأسود.

## الصندوق الأسود
من خلال تقديمه لبرنامج الصندوق الأسود نال عمار تقي شهرة واسعة بعد تقديمه لأكثر من 150 حلقة. البرنامج يُعتبر الوحيد من نوعه على صعيد الكويت حيث يقوم بتوثيق أهم وأبرز الأحداث التاريخية والسياسية التي مرت على الكويت والمنطقة من خلال استضافته لشخصيات عاصرت تلك الأحداث وكانت جزء منها. وكانت حلقات د. عبد الله النفيسي هي الأكثر انتشارًا على الصعيد الكويتي والعربي والأكثر إثارة للجدل حيثُ حققت سلسة حلقات النفيسي والمُكونة من 37 حلقة نحو 15 مليون مُشاهدة. والبرنامج في مرحلته الجديدة قرر الانطلاق عربيًا من خلال استضافة شخصيات عربية بارزة حيثُ كانت البداية مع رئيس جهاز الاستخبارات السعودي الأسبق الأمير تركي الفيصل في أطول لقاء يُجريه مع وسيلة إعلامية عربية وأجنبية.

## قضايا جدلية
أثار لغط واسع من خلال تقديمه للعديد من البرامج التلفزيونية بسبب الأسئلة التي كان يطرحها على الضيوف، في عام 2014 استضاف نائب مجلس الأمة السابق عبد الله التميمي في برنامج المنصة وأطلق التميمي تصريح بأنه كان يتلقي مُساعدات مالية من مكتب رئيس الوزراء الكويتي السابق الشيخ جابر المبارك الصباح، وتقدم النائب رياض العدساني باستجواب برلماني لرئيس الوزراء على خلفية تصريحات التميمي في البرنامج. وأيضًا اثار اللقاء الذي أجراه في برنامج المنصة مع النائب السابق ووزير العدل الكويتي السابق يعقوب الصانع لغط واسع بعد التصريح الذي أطلقه الصانع حول قانونية جواز عقوبة الإعدام على النائب الكويتي السابق مسلم البراك بسبب المُشاركة في المسيرات الشعبية التي خرجت في الكويت وحادثة دخول مجلس الأمة الكويتي عام 2011. كذلك اثار اللقاء الذي أجراه مع وكيل وزراة الداخلية السابق مازن الجراح الصباح في برنامج نقطة نظام لغط واسع بعد تصريحات الجراح حول سحب الجناسي من شخصيات بارزة في الكويت. وأيضًا اللقاء الذي أجراه في قناة المجلس مع القيادي في جماعة الأخوان المُسلمين وعضو البرلمان الكويتي السابق مبارك الدويلة والتصريحات المُثيرة التي أطلقها حول دولة الإمارات العربية المتحدة.